# Vaterpolski klub Delfin Rovinj
VK Delfin, vaterpolski klub iz Rovinja, utemeljen 1949. godine.

## Povijest
V.K."Delfin" je 1949. godine utemeljila skupina entuzijasta vođena prof. Nikšom Kalačićem, rođenim Cavtaćaninom, pod imenom P. K. (Plivački klub) ”Delfin” koji je objedinjavao plivanje i vaterpolo postavivši si tri temeljna cilja: utemeljenje kluba i njegovo omasovljenje, izgradnja bazena i ulazak u više rangove natjecanja. Danas gledajući svi su ciljevi i ostvareni, no suvremeni razvoj športa postavlja nove granice uspješnosti koje nije moguće postići bez određenih preduvjeta od kojih je na prvom mjestu izgradnja zatvorenog bazena, odnosno isti cilj iz 1949. godine. 
U prvim godinama djelovanja kluba gotovo da nije bilo osobe među mladima i djecom koja nisu željeli postati njegovim članom. Duh zajedništva i prijateljstva stvaran na entuzijazmu tih mladih ljudi, poimanje športa i života, ponosno je ostavljen i današnjim generacijama u nasljeđe. U tom je duhu na lokaciji gradskog kupališta "bagni romani" i građen bazen rukama samih športaša, tako da je iskrcavanje kamiona punog cementa, prevoženje kamenja, miješanje betona, postavljanje električne rasvjete, održavanje i dodatno uređenje bazena samo dio aktivnosti uz športske treninge. Ulaskom u jugoslavensku I.B ligu bazen je renoviran, izgrađena je nova popločana kada sa stanicom za filtriranje i grijanje morske vode i bazen je postao jedan od najljepših ljetnih bazena na Jadranu i jedini otvoreni pedesetmetarski bazen u Istri.
Upravo je na tim vrijednostima i u tom ozračju nastao P.K. ”Delfin ” iz kojeg su 1996. godine temeljem Zakona o športu nastala dva kluba P.K. ”Delfin” i V.K. ”Delfin”.
Rezultati i uspjesi koje je V. K. ”Delfin ” postigao na športskom planu u svojih preko 70 godina djelovanja veoma su zapaženi i značajni, te su uvelike obilježili športsku povijest grada Rovinja, pa i šire. Klub je bio i ostao do danas jedan od glavnih nositelja i inicijatora mnogih aktivnosti oko stvaranja uvjeta za još snažniji razvoj vaterpola u Istri.
Jedno od prvih natjecanja na kojemu je Delfin sudjelovao bilo je omladinsko prvenstvo FNRJ u Zrenjaninu 1954.
Delfin je igrao u sastavu: F.Brajković, F.Sponza, G.Pellizzer, S.Brunelli, S.Malusa', D.Marangon, M-A Benussi i bio je u grupi A:  Jug (Dubrovnik), Naprijed (Zagreb), Jadran (Herceg Novi), Mornar (Split), Delfin. Poznata su dva rezultata. U drugom kolu: Jug (D) – Delfin (R) 9:4 i rezultat finalne utakmice za 9. mjesto: Radnički (Kikinda)-Delfin (Rovinj) 3:2. Konačna tablica prvenstva bila je: 1.Jadran Split 2.Mornar Split 3.Jug Dubrovnik 4.Proleter Zrenjanin 5.Jadran HN 6.Polet Sombor 7.KPK Korčula 8.Naprijed Zagreb 9.Radnički Velika Kikinda 10.Delfin Rovinj.

### Gradska priznanja i nagrade
Brojna su priznanja i nagrade koje su klub i njegovi djelatnici dobili od Grada na godišnjim proglašenjima.
| Plaketa Grada                                                                                     | Medalja Grada                                                              | Najbolja momčad Grada | Najbolja športašica  | Najbolji trener            | Najperspektivniji športaši                                                                           | Najbolji športski djelatnik                                                            | Najbolji veterani                 |
| ------------------------------------------------------------------------------------------------- | -------------------------------------------------------------------------- | --------------------- | -------------------- | -------------------------- | --- | -------------------------------------------------------------------------------------- | --------------------------------- |
| 1994. 45. obljetnica djelovanja, 1999. 50. obljetnica djelovanja, 2010. 60. obljetnica djelovanja | 1997. Goran Volarević za osobite športske rezultate postignute u vaterpolu | 1981. i 1999.         | 2007. Sara Križmanić | 1999. i 2001. Zvonko Živić | Kadeti: 1999., 2002., 2003., Mlađi juniori: 2001., 2004., 2006., 2009., Silvio Alberto Poropat 2012. | Anton Pokrajac 1994., Gianni Rocco 2000., Ljiljana Brajnović 2008., Zvonko Živić 2012. | 2001., 2003., 2008., 2012., 2014. |

### Istaknuti igrači
Najveći športski značaj su generacije brojnih vaterpolista koji su stasali uz klub, no od niza pojedinaca možemo istaknuti vrsne vratare: dr. Zvonko Rumboldt, Janko Fabriš, Antonio Battistella, Antun Kalačić i Goran Volarević. 
Volarević je branio i za hrvatsku i za talijansku reprezentaciju te za klubove V. K. ”Jug ” i Pro Recco, a na juniorskom svjetskom prvenstvu u Havani 1997. godine, gdje je Hrvatska osvojila zlatnu medalju, bio je proglašen najboljim vratarom. S Jugom je dva puta osvojio europski Kup prvaka (2001. i 2006.) i pet puta hrvatsko prvenstvo (2000., 2001., 2004., 2005., 2006.). S Pro Reccom je bio pobjednik talijanskog prvenstva (2017.), a s Hrvatskom reprezentacijom je na Europskom prvenstvu u Kranju 2003. godine osvojio srebro. 
Od igrača posebno su se isticali Franjo Nikolov i Antonio Battistella koji su zbog svojih zapaženih igara postali članovima VK Primorje iz Rijeke za koji su uspješno nastupali u prvoj ligi Jugoslavije u ranim 1970-ima, a 1971. su osvojili četvrto mjesto na zimskom prvenstvu Jugoslavije. Battistella je bio i prvi vratar juniorske reprezentacije Jugoslavije (za igrače do 20 godina).
Vrsni igrači koji su dali obol uspjesima Delfina bili su i: Bruno Rocco, Gianni Rocco, Doriano Matošević, Aleksandar Nikolovski, Zvonko Živić, Antonio i Andrea Rocco, Ivica Šorić, Darko Radetić i mnogi drugi, do najmlađeg Silvia Alberta Poropata koji je kadetski, odnosno juniorski hrvatski reprezentativac i koji u sezoni 2017./18. nastupa u Jadranskoj vaterpolskoj ligi za zagrebački Medveščak.

### Ženski vaterpolo
Ženska sekcija kluba je djelovala od 2000. do 2010. godine.

## Natjecateljski uspjesi

### Izborena II. jugoslavenska savezna liga1973.
Od ekipnih rezultata vaterpolisti ”Delfina ” mogu se posebno pohvaliti svojim kontinuiranim nastupanjem u jedinstvenoj Drugoj saveznoj vaterpolskoj ligi od 1974. godine. II. ligu je 1973. godine na kvalifikacijskom turniru u Vrnjačkoj Banji ostvarila momčad u sastavu: prof. G. Sošić trener, L. Sošić, B. Rocco, F. Nikolov, A. Pokrajac, V. Kalačić, M. Maružin, M. Cerin, J. Banko, G. Rocco, A. Kalačić, Z.Živić). Na turniru su sudjelovale sljedeće ekipe: Goč iz Vrnjačke Banje (pobjednik turnira), Galeb iz Zelenike, Delfin, Hvar, Incel iz Banja Luke i Jezero iz Bele Crkve. U jedinstvenoj II. saveznoj ligi 1974. godine igrale su momčadi: iz Hrvatske Solaris Šibenik, Delfin iz Rovinja i zadarsko Jedinstvo, iz Slovenije Triglav Kranj i Koper, iz Crne Gore Rivijera iz Đenovića i Galeb iz Zelenike, iz Srbije Goč iz Vrnjačke Banje, Bečej, ŽAK iz Kikinde, Vojvodina iz Novog Sada i Senta iz Sente.

### Izborena I. B jugoslavenska liga 1981.
Godine 1981. postignut je najveći uspjeh osvajanjem prvog mjesta u Međurepubličkoj ligi – Zapad i ulaskom u I. B saveznu ligu bivše države. Na koncu prvenstva ekipe zadarskog Jedinstva i Delfina su imale jednako bodova pa su pobjednika riješili u "majstorici" u Zagrebu. Nakon tri produžetka slavio je Delfin.Utakmici je nazočio i legendarni Aleksandar Coša Seifert. Promociju su ostvarili: J. Banko trener, F. Nikolov, B. Rocco, G. Rudan (rovinjski olimpijac, natjecao se na Olimpijskim igrama 1972. godine u Münchenu na 100 i 200 m slobodno), G. Rocco, Z. Živić, S. Martinčić, W. Miletić, D. Ugrin, L. Ugrin, D. Matošević, A. Kalačić, A. Nikolovski, A. Barbaro. Sljedeće, 1982. godine u I.B ligi su učestvovale ekipe: iz Slovenije Triglav Kranj, iz Hrvatske Delfin, iz Srbije Crvena zvezda Beograd, Student Beograd, Bečej, iz Crne Gore Bijela iz Bijele.......

### Uspjesi juniora i pionira
God 1968. juniori Delfina (igrači do 18 godina) su osvojili treće mjesto na prvenstvu bivše države (u sastavu: prof. G. Sošić trener, A. Battistella, S. Budicin, F. Nikolov, G. Viezzer, B. Rocco, J. Banko, M. Maružin, D. Dušić, V. Lambaša, J. Bebić, R. Murati), ispred momčadi kao što su: HAVK Mladost Zagreb, VK Partizan Beograd, VK Primorje Rijeka, VK Jug Dubrovnik, VK Mornar Split, VK POŠK Split, VK Primorac Kotor itd., a 1973. i četvrto mjesto u konkurenciji pionira (u sastavu: A. Pokrajac trener, Zgrabljić, W. Miletić, P. Garbin, G. Pellizzer, S. Martinčić, B. Sekulić, G. Rocco, I. Golob, N. Pellizzer, V. Breški, G. Nikolovski).

### II. hrvatska liga
Delfin je bio učesnik 2.HVL od njenog osnutka 1992. pa sve do 2006. godine, kada je formirana 1.B HVL. Osobito ističemo 1994., 2001. i 2002. godinu kada je osvojeno 1. mjesto u hrvatskoj II. ligi – Sjever (u sastavu: Ivica Šorić,Janko Fabriš,Danijel Banko,Andrea Rocco,Zoran Stanojković,Toni Orbanić,Andrej Brala,Dragan Maras,Zvonko Živić (trener), Josip Vrdoljak,Marino Lucić,Siniša Matošević,Arijano Banko,Antonio Rocco,Ivan Vrdoljak,Tonči Miletić, Darko Radetić, Doriano Matošević, L.Bottlik, trener 1994.g.). 1994. godine je Delfin stekao pravo igranja kvalifikacija za 1.HVL koje su održane u rujnu u Zagrebu (redoslijed: 1.Kvarner Express Opatija 2.Galeb Makarska 3.Bellevue Dubrovnik 4. Delfin Rovinj). Godine 2001. za ukupnog prvaka 2. HVL igrana je utakmica između Delfina i prvaka 2. HVL jug, Gusara iz Mlina. Gusar dobio je obje utakmice: 15:9 i 14:6. Time je Gusar stekao pravo igranja majstorice za ulazak u I. HVL protiv posljednjeplasiranog iz I. HVL VK Dubrovnika. Godine 2002. Delfin je za ukupnog prvaka II. HVL igrao protiv Galeba iz Makarske i opet izgubio obje utakmice.

### I. B hrvatska liga
Klub je danas sudionik hrvatske I. B lige neprekidno od njezinog osnutka 2006. godine. Istovremeno je s mlađim kategorijama sudionik 3. HVL, a s veteranskom ekipom sudionik je Alpe Adria Waterpolo League.

## Treneri
Prvi trener i učitelj vaterpola bio je prof. Nikša Kalačić, koji je preko Cavtata donio dubrovački vaterpolo u Rovinj.
Slijedili su: Ucio Marangon, Guerino Sošić, A.Iskra, Josip Banko,1980. Franjo Nikolov, J.Banko, Mario Cerin, Zvonko Živić, 1994., Ladislav Bottlik  (izbornik reprezentacije Slovačke i 1987. zagrebačke Mladosti), Z.Živić, Zoran Mustur (kao trener s Leonessom Brescia prvak Italije 2003. i Jadranom iz Herceg-Novog prvak Crne Gore), Ariano Banko, Z.Živić, David Burburan, Cristian Maurović, Z.Živić (-2021.)

## Vremenska tablica
| 1949.         | 1954. Zrenjanin           | 1956. Vela Luka        | 1959. Hvar             | 1960. Vela Luka                      | 1968. – 1973.      | 1968. Makarska                 | 1969. Bijela                   | 1973. Vrnjačka Banja                                      |  |
| ------------- | ------------------------- | ---------------------- | ---------------------- | ------------------------------------ | ------------------ | ------------------------------ | ------------------------------ | --------------------------------------------------------- |  |
| Osnutak kluba | Omladinsko prvenstvo FNRJ | Prvenstvo Hrvatske     | Prvenstvo Hrvatske     | Prvenstvo Hrvatske                   | Slovenska liga     | Kvalifikacije za II. sav. ligu | Kvalifikacije za II. sav. ligu | U kvalifikacijama izborili II. jugoslavensku saveznu ligu |  |
|               | 10. mjesto od 10 klubova  | 8. mjesto od 8 klubova | 5. mjesto od 7 klubova | Eliminirani u prvom dijelu prvenstva | Prvaci 1968.,1969. | Neuspješno                     | Neuspješno                     | Nakon 24 godina, drugoligaši                              |  |

| 1974. – 1981.    | 1982.            | 1983. – 1991.    | 1992. – 2005.              | 2006. – danas            |
| ---------------- | ---------------- | ---------------- | -------------------------- | ------------------------ |
| II. savezna liga | I.B savezna liga | II. liga – Zapad | II. hrvatska liga – Sjever | I. B hrvatska liga       |
|                  |                  |                  | Prvaci 1994., 2001., 2002. | 2017. osvojeno 2. mjesto |

## Galerija slika
- Osnivač kluba prof. Nikša Kalačić, u sredini slike
- Rocco i Nikolov primaju pehar

## Vanjske poveznice
- VK Delfin web-stranica kluba
- Aleksandar Seifert Hrvatska enciklopedija
- Monografija: Delfin 1949.-2019.